# Kobenbour
Kobenbour (en luxemburguès: Kuebebur ; en alemany: Kobenbour) és una vila de la comuna de Bech, situada al districte de Grevenmacher del cantó d'Echternach. Està a uns 20 km de distància de la ciutat de Luxemburg.